# Le Verrier
Pour les articles homonymes, voir Verrier.
Pour plus de détails, voir Fiche technique et Distribution.
Le Verrier (en ourdou : شیشہ گر) est un drame sentimental d'animation pakistanais réalisé par Usman Riaz et sorti en 2024.
Il s'agit du premier long métrage d'animation pakistanais dessiné à la main,.
Le film est présenté en avant-première au Festival international du film d'animation d'Annecy 2024 le 10 juin et sort en salles au Pakistan le 26 juillet 2024,,.

## Synopsis
Vincent Oliver, fils du maître verrier Tomas Oliver, vit dans la ville balnéaire de Waterfront, réputée pour son sol fertile et son sable riche en silicium. La ville devient un champ de bataille entre deux nations. Les djinns, esprits du feu, jouent un rôle important dans l'histoire.
Adulte, Vincent prépare sa première exposition de verrerie et trouve une lettre de son ami d'enfance, Alliz Amano, qu'il aimait. La lettre raconte leur passé : Vincent, scolarisé à domicile et formé à la verrerie par son père pacifiste, rencontre Alliz, la fille du colonel Amano. Alliz aspire à devenir violoniste et, malgré la désapprobation de Tomas, Vincent et Alliz se rapprochent.
La guerre éclate et les habitants, y compris Malik, le rival de Vincent, s'engagent dans l'armée. Tomas est contraint de fabriquer des redresseurs en verre pour l'armée. Alors que la guerre s'intensifie, Malik avoue son amour pour Alliz, ce qui crée des tensions entre elle et Vincent. Lors d'un bombardement, Vincent et Alliz se disputent, ce qui les éloigne l'un de l'autre.
Le père d'Alliz disparaît au combat, ce qui la pousse à trouver du réconfort dans la musique et à écrire son propre morceau. Elle invite Vincent à sa représentation, mais on lui interdit l'entrée et il observe la scène depuis le toit. Voyant des soldats s'approcher du collège, Vincent part les affronter. A l'intérieur, Malik revient avec le colonel Amano blessé, ce qui lui vaut la gratitude d'Alliz et un baiser dont Vincent est témoin.
Dévasté, Vincent sabote les redresseurs pour arrêter la guerre mais le regrette. Au cours d'un bombardement, les actions de Vincent causent par inadvertance la perte du bras de Tomas. Le sort d'Alliz et de sa famille reste inconnu car ils sont touché dans un bombardement lors d'un départ en train.
Dans le présent, Vincent finit de lire la lettre d'Alliz, dans laquelle elle lui avoue son amour. Lors de son exposition sur le verre, Vincent est distrait par une flamme bleue, un motif récurrent. De retour à l'atelier, il tente de brûler la lettre, mais les flammes bleues la transforment en une vision d'Alliz. Le film se termine avec Vincent et Alliz réunis sur la plage, leurs mains jointes par une flamme bleue.

## Fiche technique
- Titre français : Le Verrier[6],[7],[8] ou The Glassworker[9]
- Titre original ourdou : شیشہ گر, Sheesha Gar[10]
- Réalisation : Usman Riaz
- Scénario : Moya O'Shea
- Photographie : Usman Riaz
- Montage : Jose Manuel Jimenez, Usman Riaz
- Musique : Carmine Diflorio
- Production : Khizer Riaz, Manuel Cristóbal
- Sociétés de production : Mano Animation Studios
- Pays de production :  Pakistan
- Langue originale : ourdou
- Format : couleurs
- Genre : drame sentimental, film antiguerre, film d'animation
- Durée : 98 minutes
- Dates de sortie : 
  - Chine : juin 2024 (Festival du film de Shanghai)
  - France : juin 2024 (Festival du film d'animation d'Annecy)
  - Pakistan : 26 juillet 2024

## Distribution
- Khaled Anam (en) : Tomas Oliver
- Mooroo (en) : Vincent Oliver
  - Mahum Moazzam : Vincent enfant
- Mariam Riaz Paracha : Alliz Amano
- Ameed Riaz : colonel Amano
- Faiza Kazi : Nadia Amano
- Dino Ali : Malik Khan
- Aysha Sheikh : Penni
- Usman Riaz : principal Bhatti
- Khalifa Sajeeruddin : professeur Ansari
- Aysha Sheikh : Mme Popolzai